# Claudia Andujar
Claudia Andujar (Neuchâtel, 1931. június 12. –) félig magyar származású brazil fotóművész és aktivista.

## Élete
Claudine Haas néven született Neuchâtelben. Édesapja zsidó származású magyar, édesanyja svájci. Erdélyben és Magyarországon nőtt fel. Édesanyjával a második világháborúban Ausztriába menekültek, édesapja a dachaui koncentrációs táborban hunyt el. New Yorkban (Hunter College) végzett bölcsésztanulmányokat. 1956-ban költözött Brazíliába.
A közép-brazíliai karajá törzs tanulmányozása közben éledt benne fel a fotóriporter-hivatás. Képeit több híres magazin publikálta: Life, Look, Fortune, Aperture és Realidade.
Az észak-brazíliai yanomami törzzsel 1971-ben találkozott egy riport kapcsán. Az újságírással felhagyva, kultúrájukat éveken keresztül fotóesszékben dokumentálta; 1998-ban jelent meg könyve Yanomami: a ház, az erdő, a láthatatlan címmel. A yanomami törzs a világtól elszigetelten élt. 1974-ben autópálya épült a területükön, és a külső behatolás következtében súlyos himlőjárvány tört ki. A fotográfus azonnal felfüggesztette tevékenységét, hogy orvosi segítséget hozhasson nekik. A nyolcvanas években az aranybányászat hozott újabb egészségügyi problémákat, maláriát és higanymérgezést. A yanomami populáció 20%-a elpusztult. Andujar komoly szerepet játszott egy bizottságon keresztül a Yanomami Park létrehozásában, amely keretében a brazil kormány 96 000 km² védett területet biztosított a törzsnek.
Munkáját 1971-ben és 1977-ben a Guggenheim Fellowships alapítvány segítette.
Fényképeit számos nagy múzeumban bemutatták: Modern Művészeti Múzeum (New York), George Eastman House (Rochester, New York) és Inhotim Museum (Brumadinho, Brazília).
2000-ben a yanomami törzs ábrázolásáért megkapta a Lannan irodalmi díjat.
2008-ban jelölték a brazil Ordem do Mérito Cultural díjra.
2018-ban munkásságáért a Goethe Intézettől Goethe-emlékérmet kapott.

## Publikációk
- Yanomami, Dorea Books and Art, 1998
- Amazônia, Edition Praxis, 1978